# Colon appendiculatum
Colon appendiculatum är en skalbaggsart som först beskrevs av Sahlberg 1822.  Colon appendiculatum ingår i släktet Colon, och familjen mycelbaggar. Arten är reproducerande i Sverige.